# Tram van Helsinki
De tram van Helsinki is de belangrijkste vorm van openbaar vervoer in het centrale deel van de Finse hoofdstad Helsinki.

## Algemeen
De trams worden in opdracht van de stadsgewestelijke vervoersautoriteit geëxploiteerd door het stadsvervoerbedrijf Pääkaupunkiseudun Kaupunkiliikenne Oy ("Stadsverkeer van de regio van de hoofdstad"), dat eigendom is van twee gemeenten: Helsinki en de noordelijke voorstad Vantaa. Het bedrijf noemt zich kortweg Kaupunkiliikenne en is sinds 2022 een afsplitsing van Helsingin kaupungin liikennelaitos Oy (HKL), dat wel verantwoordelijk is gebleven voor de metro van Helsinki. De meeste stadsbusdiensten zijn in handen van Helsingin Bussiliikenne Oy.  
In 2004 vervoerde HKL 56,6 miljoen mensen per tram. In 2006 maakten elf tramlijnen gebruik van het 84,5 kilometer lange tramnet, in 2017 waren er tien tramlijnen en was de netlengte 96 km. Het tramnet is metersporig en geëlektrificeerd met 600 volt gelijkspanning. Verhoging naar 750 volt is in voorbereiding.

## Geschiedenis
In 1891 werd de eerste paardentramlijn in gebruik genomen. Op 4 september 1900 ging de eerste elektrische tram rijden en een jaar later was het hele net geëlektrificeerd. Tussen 1913 en 1917 reed er echter nog steeds een paardentramlijn die volledig gescheiden was van de rest van het tramnetwerk van de stad in Lauttasaari.

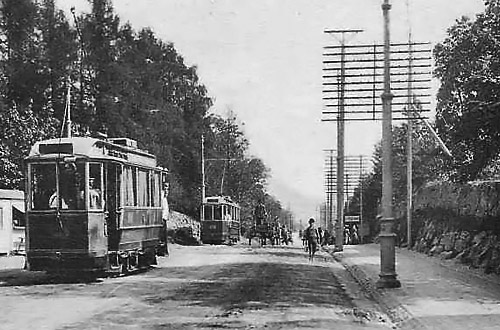
Trams in Helsinki, vroeg in de 20e eeuw

In 1920 bestond het tramnet uit zeven lijnen die nog niet met een lijnnummer werden aangegeven, maar met een bestemming en kleur:
- Haaga-Centrum: groen
- Hakaniemie-Centrum: geel
- Kamppi- Alppila: rood
- Hietalathi -Katajanokka: geel-wit
- Kulosarie-Centrum: wit
- Munkiniemni-Centrum: rood-geel
- Hermanni-Eira: blauw-geel

Pas in 1926 werden lijnnummers en -letters ingevoerd.
In 1946 bestond het tramnet uit de stadslijnen 1-8, 10 en 12. Ook bestonden vier buitenlijnen: lijn H naar Haaga, Lijn K naar Kapyla, Lijn KB naar Kulosaari en lijn M naar Munkieniemie. 

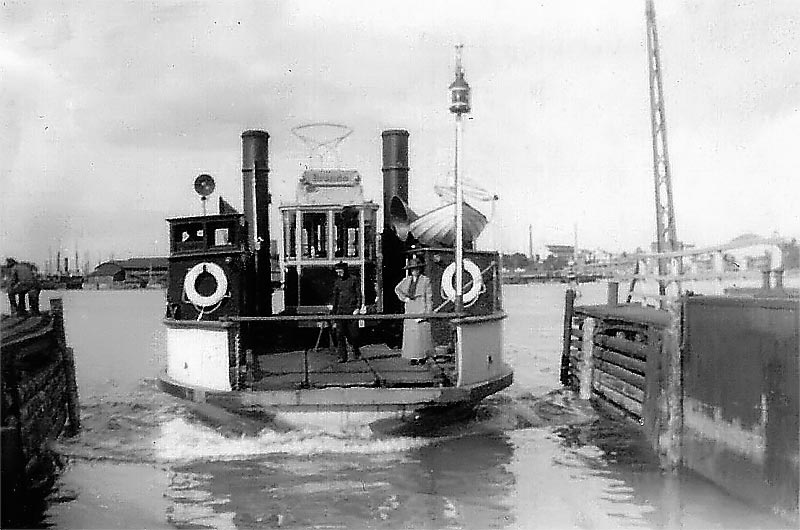
Tram op de pont (ca. 1919)

Lijn KB bestond van 1910 tot 1951 en verbond het centrum van Helsinki met Kulosaari, dat tussen 1922 en 1946 een eigen gemeente was en toen dus een interlokale tramlijn. De tram kreeg oorspronkelijk de kleur wit en vanaf 1926 letter B (Kulosaari's Zweedse naam Brändö) maar in 1934 werd het KB. De trams werden aanvankelijk met een pontveer, voorzien van rails maar geen bovenleiding, naar Kulosaari vervoerd en de tocht over het Kuorekarinsalmi duurde ongeveer vier minuten. In de winter was dat bij ijsgang niet mogelijk. In december 1919 toen de eerste houten Kulosaari-brug werd geopend voor het verkeer was dit niet meer noodzakelijk en was ook in de winter de dienst bij ijsgang niet onderbroken. In 1951 werd de tramlijn opgeheven en lijn H volgde voor 1953. De lijnen K en M werden echter met de stadslijnen 1 en 4  gecombineerd waarmee doorgaande verbindingen met Käpylä en Munkkiniemi ontstonden.

## Lijnennet

### Sinds 2017

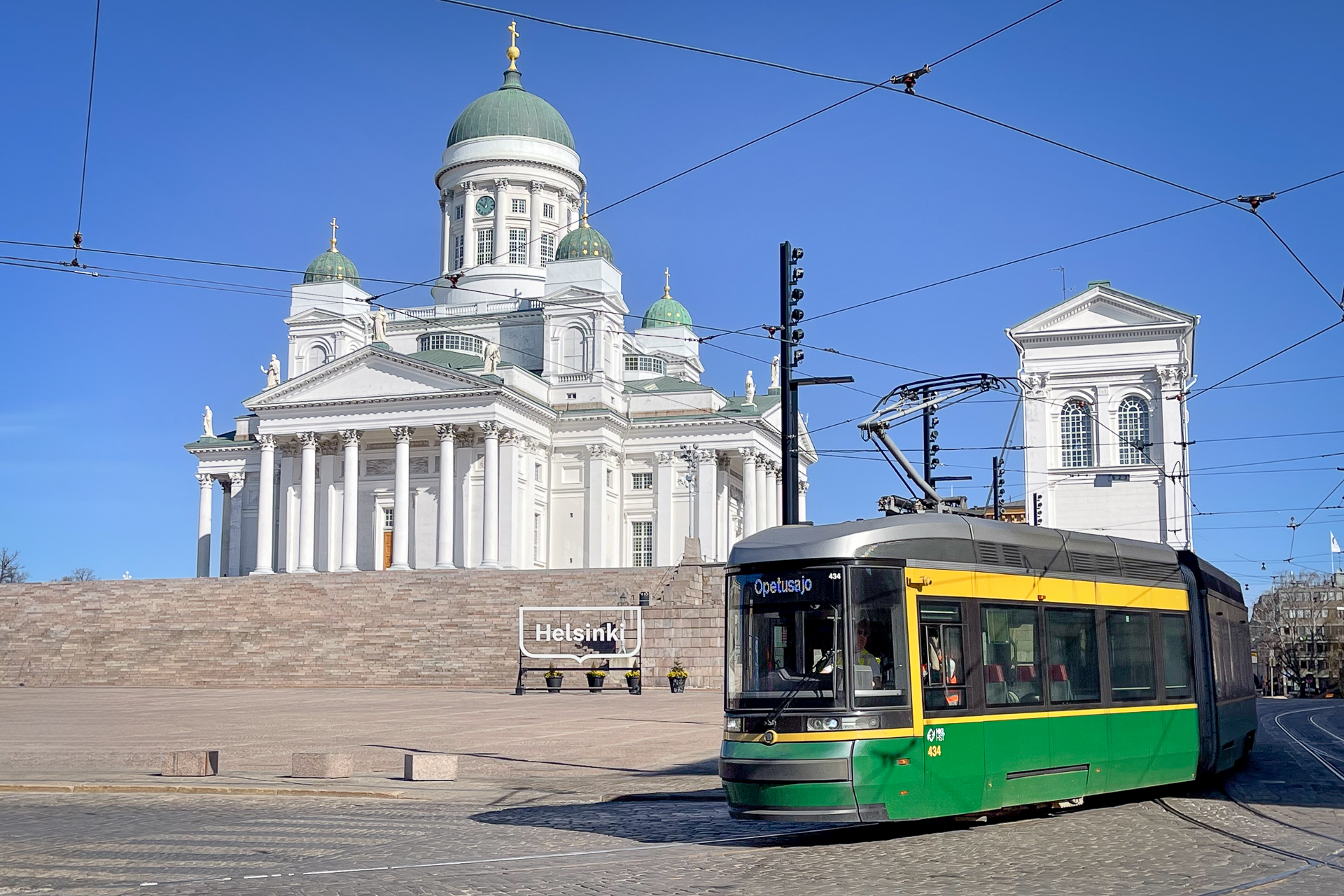
Domkerk van Helsinki met tram op instructierit, 2023.

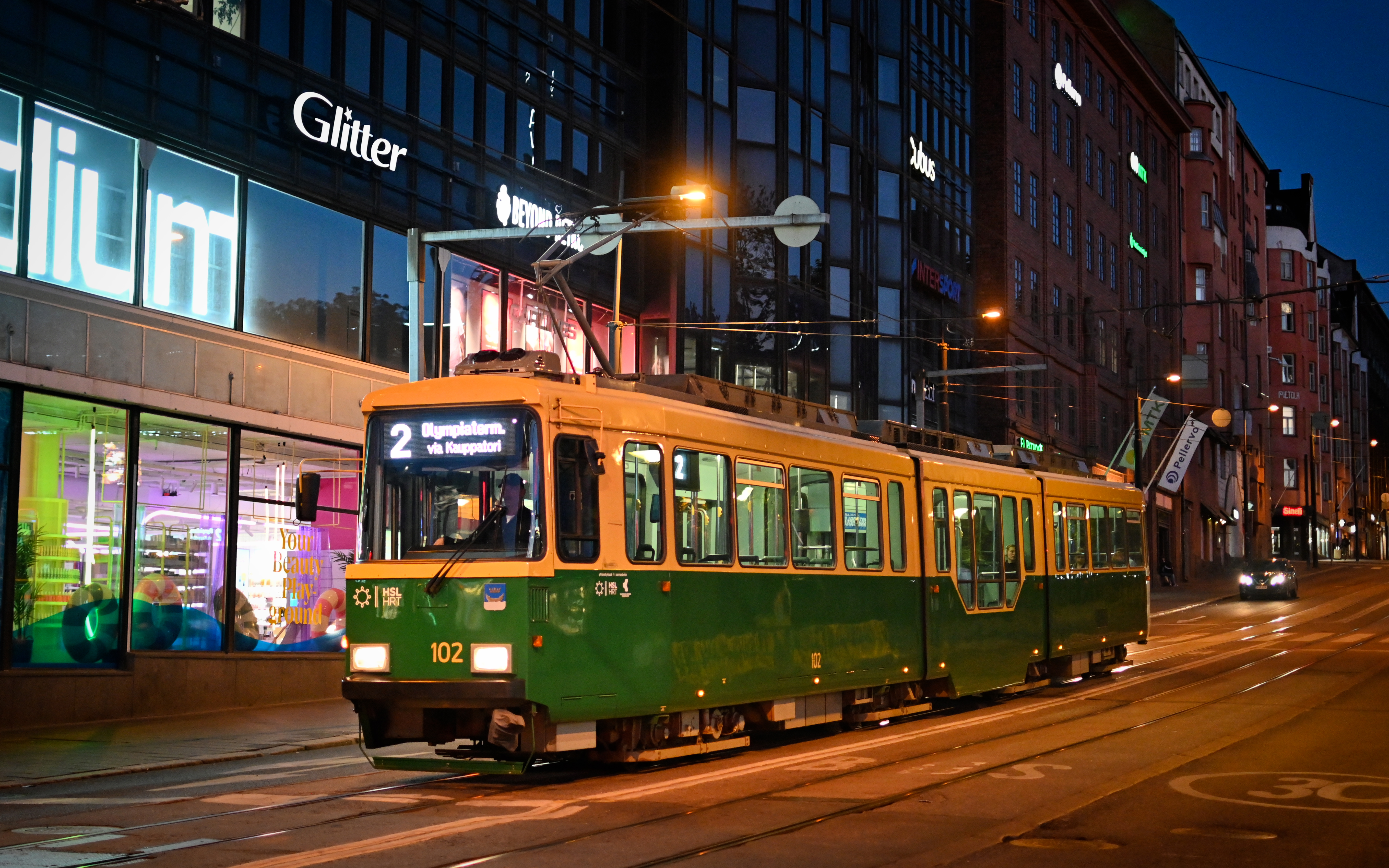
Simonkatu in de centrumwijk Kamppi, 2024

Op 14 augustus 2017 vonden routewijzigingen plaats bij de lijnen 1, 2, 3, 7 en 9. De lijnnummers 1A, 7A en 7B verdwenen. Er kwamen nieuwe sporen in de Valimerenkatu (lijn 9) en enkele maanden later ook in de Reijolankatu (lijn 3). De sporen in de Sturenkatu (ex lijn 1) en de Frederikinkatu (ex lijn 2) werden in de normale dienst niet gebruikt, maar bleven intact en bruikbaar bij omleidingen, evenals het traject van Hakaniemi naar Linjat, waarover al sinds 2005 geen reguliere tramlijn meer rijdt. Alle lijnen behalve lijn 8 (en sinds augustus 2024 lijn 13) bedienen het centrum van de stad en stoppen voor of naast het Centraal station (Rautatieasema).

### Uitbreidingen vanaf 2023

#### Jokeri-lightrail

Overzichtskaart van het o.v. op rails in en rond Helsinki in 2025, inclusief de Jokeri-lightrail (lijn 15) en de metro.

In een wijde boog van de noordwestkant naar de noordoostkant van de stad werd op 21 oktober 2023, ter vervanging van de drukke buslijn 550, tramlijn 15 geopend tussen de metrostations Keilaniemi (Espoo) en Itäkeskus, de Jokeri-lightrail. De lijn is 25 kilometer lang waarvan 16 km in Helsinki en 9 km in Espoo en heeft 34 haltes. De lijn is metersporig zoals de andere, maar heeft een netspanning van 750 volt. Er is geen railverbinding met het overige tramnet, hoewel de halte Vihdinti slechts 700 meter verwijderd is van het noordelijke eindpunt Pikku Huopalahti van lijn 10 (sinds 2 september 2024 lijn 3).

#### Sompasaari en Laajasalo
Op 12 augustus 2024 werd een nieuwe tramlijn 13 geopend van Länsi-Pasila via Pasila station en Kalasatama naar Nihti op het zuidelijke deel van Sompasaari, een nieuwe woonwijk in een oud havengebied. Gedeeltelijk wordt op Hermannin rantatie volgens het tracé van een oude havenspoorlijn gereden op vrije baan met seinen, waardoor de gemiddelde rijsnelheid hoger is dan op de andere lijnen. Het plan is deze lijn via de brug Merihaansilta en het knooppunt Hakaniemi aan te sluiten op het stadscentrum. Voor de iets langere termijn (2026) zijn er plannen om tramlijnen vanaf Sompasaari te laten aftakken via de Kruunuvuorinsilta ("Kroonbruggen") naar het eiland Laajasalo, met in eerste instantie een eindpunt Kruunuvuorenranta (dat al is aangelegd maar nog niet aangesloten) en later ook een langere tak naar Yliskylánti. Het materieel zal gelijk zijn aan dat van de Jokeri Light Rail (lijn 15).

#### Stadslijnen
Op 2 september 2024 werd het stadsnet opnieuw gewijzigd, waarbij de meeste lijnen van eindpunt ruilden en/of andere routes kregen. Alleen de lijnen 1, 5 en 8 bleven ongemoeid. Wat wel bleef was de doorgaande exploitatie op de lijnen 2 en 3, die bij de halte Olympiaterminaali op elkaar overgaan. Enkele trajekten die sinds 2017 alleen voor omleidingen werden gebruikt, kwamen weer in de normale dienst. De verlegging van lijn 4 naar een omweg via de Helsinginkatu heeft een tijdelijk karakter wegens renovatie van de Mannerheiminti.
Vanaf 2 september 2024 is de lijnenloop op het stadstramnet als volgt:
- 1 Eira – Lasipalatsi – Töölö – Sörnäinen – Käpylä
- 2 Olympiaterminaali – Kauppatori – Senaatintori – Lasipalatsi – Töölö – Eläintahra – Pasila
- 3 Olympiaterminaali – Eira – Rautatieasema – Hakaniemi – Pikku Huopalahti
- 4 Katajanokka – Senaatintori – Lasipalatsi – Mannerheimintie – Töölö – Munkkiniemi
- 5 Katajanokan terminaali – Senaatintori – Rautatieasema (alleen op bepaalde uren van de dag)
- 6 Eiranranta – Rautatieasema – Hakaniemi – Arabia
- 7 Länsiterminaali – Kamppi – Rautatieasema – Senaatintori – Hakaniemi – Sörnäinen – Kruununhaka – Pasila – Meilahti Hospital
- 8 Jätkäsaari – Ruoholahti – Töölö – Sörnäinen – Arabia
- 9 Jätkäsaari – Kamppi – Rautieasema – Kallio – Pasila Ilmala
- 10 Kirurgi – Lasipalatsi – Vallila

## Materieel
Begin 2008 bezat HKL/HST 132 eenrichtingtrams. 82 trams waren op dat moment enkelgelede zesassers. Zij werden gebouwd in de jaren zeventig (Valmet nr. 1, serie 31-70) en tachtig (Valmet nr. 2, serie 71-112) door Strömberg en Valmet. Tussen 1998 en 2003 werden 40 Variobahn-lagevloertrams (serie 201-240) geleverd door Adtranz-Bombardier.
Door aanhoudende problemen met de Variobahn-trams was er een materieeltekort, zeker sinds op 10 augustus 2008 lijn 9 in dienst kwam. Daarom zijn in 2005 in Mannheim en Ludwigshafen in Duitsland 4 enkelgelede Düwag-trams uit 1970 (serie 151-154) tweedehands aangeschaft, in 2007-2008 gevolgd door 6 dubbelgelede exemplaren uit 1962-64 (serie 161-166). Deze laatste hebben een lagevloer-middengedeelte. Hiervan zijn de 161-165 in 2014 verkocht aan het trambedrijf van Łódź. In Helsinki zijn nog twee van deze Düwag-trams aanwezig, die verhuurd worden voor bijzondere ritten.
Na een proef bij enkelgelede wagen 80 in 2006 zijn alle 42 trams van de serie 71-112 en 10 exemplaren van de serie 31-70 (vernummerd in 113-122) in 2010-2014 voorzien van een lagevloer-middengedeelte met extra draaistel en daardoor dus dubbelgeleed geworden. Enkelgelede wagen 42 werd als eerste van de serie 31-70 in 2009 na aanrijdingsschade afgevoerd.
In de jaren 2015-2019 werd door het Tsjechisch-Finse bedrijf Škoda-Transtech Oy een serie van 60 Artic-lagevloertrams, genummerd 401-460, geleverd voor netuitbreidingen en vervanging van zowel de oudste enkelgelede wagens als de Variobahn-trams, die niet aan de verwachtingen hebben voldaan en vervroegd zijn ingeruild bij Adtranz-Bombardier.
Voor de Jokeri-lijn leverde Škoda-Transtech Oy eind 2018 een prototype van een tweerichting vijfdelige lightrailtram type Artic X54 (of Artic XL) waarvan in totaal 29, genummerd 601-629, in 2023 in dienst kwamen. Van dit type zijn nog 23 exemplaren besteld voor de uitbreidingen in 2026 over de Kruunuvuorinsilta ("Kroonbruggen") naar Sompasaari en Laajasalo.

### Afbeeldingen

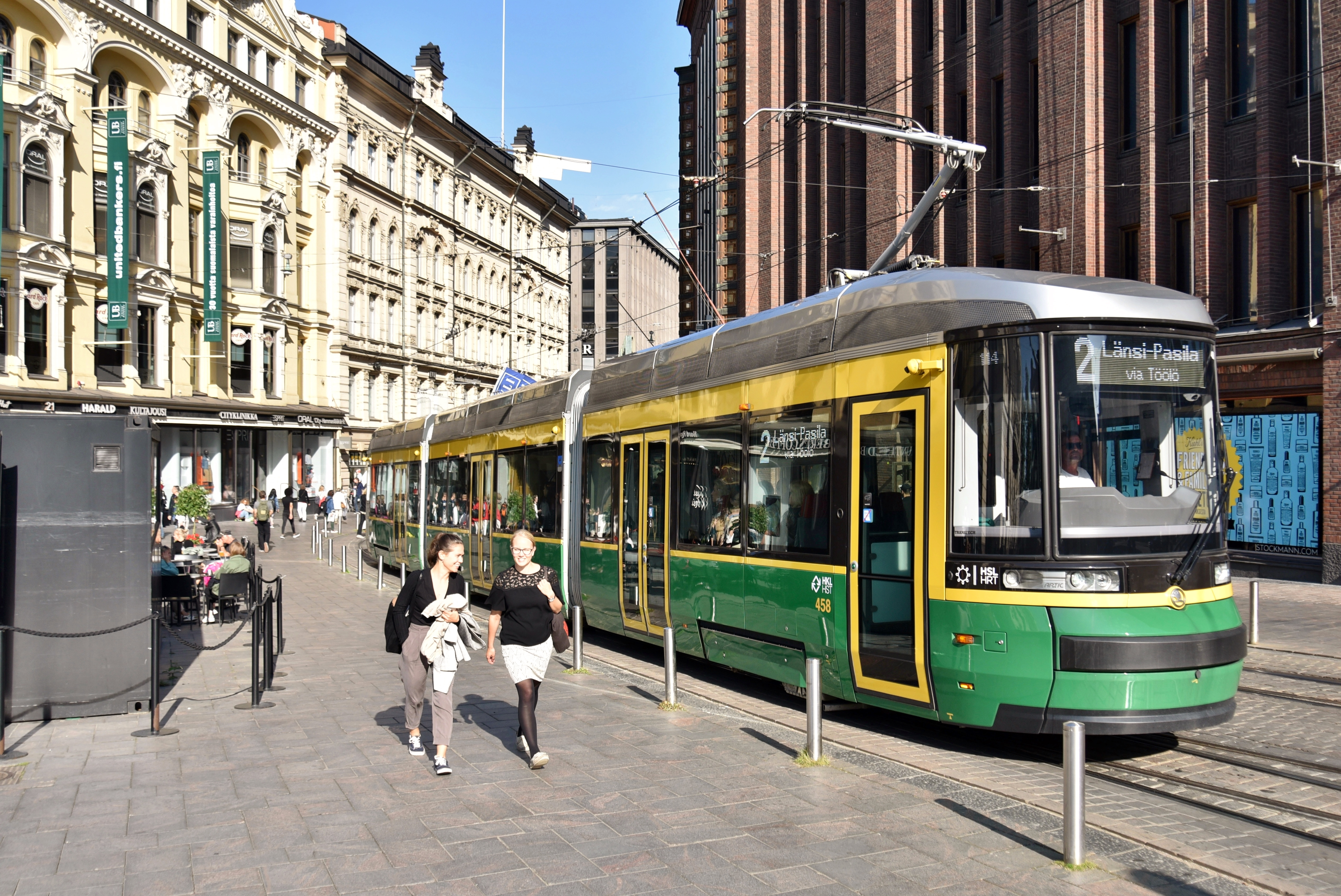
Artic Aleksanterinkatu
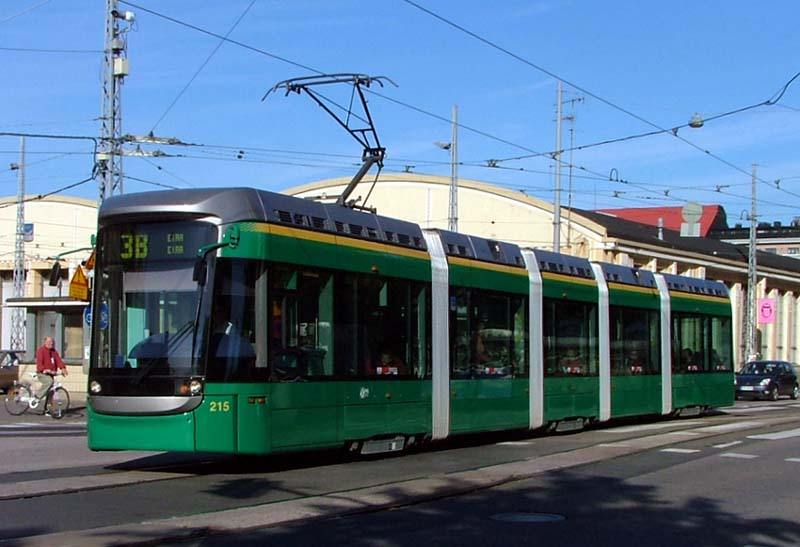
Variobahn Töölö
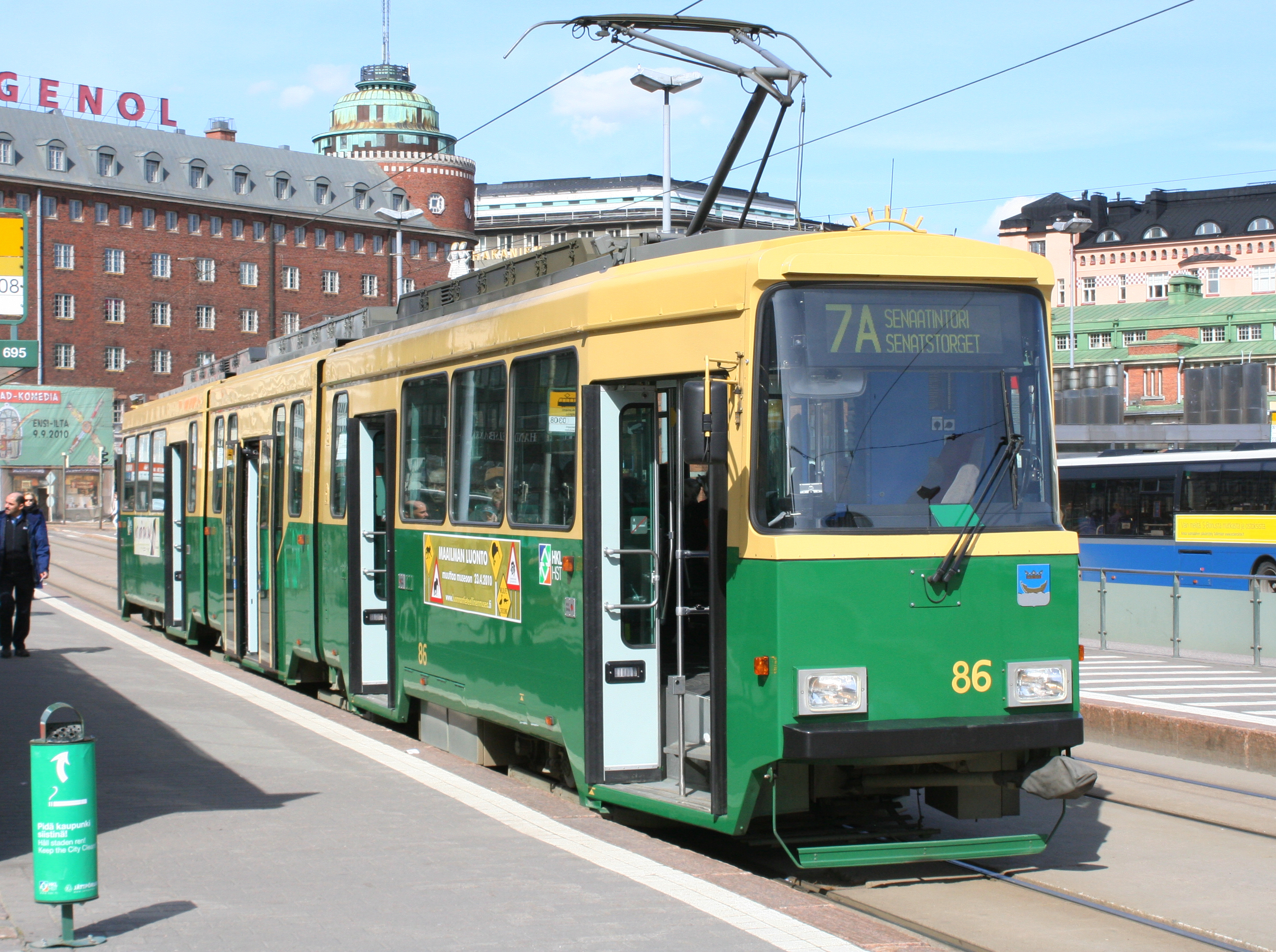
Valmet 2 serie 71-112 met lagevloer-middenbak Hakaniemi
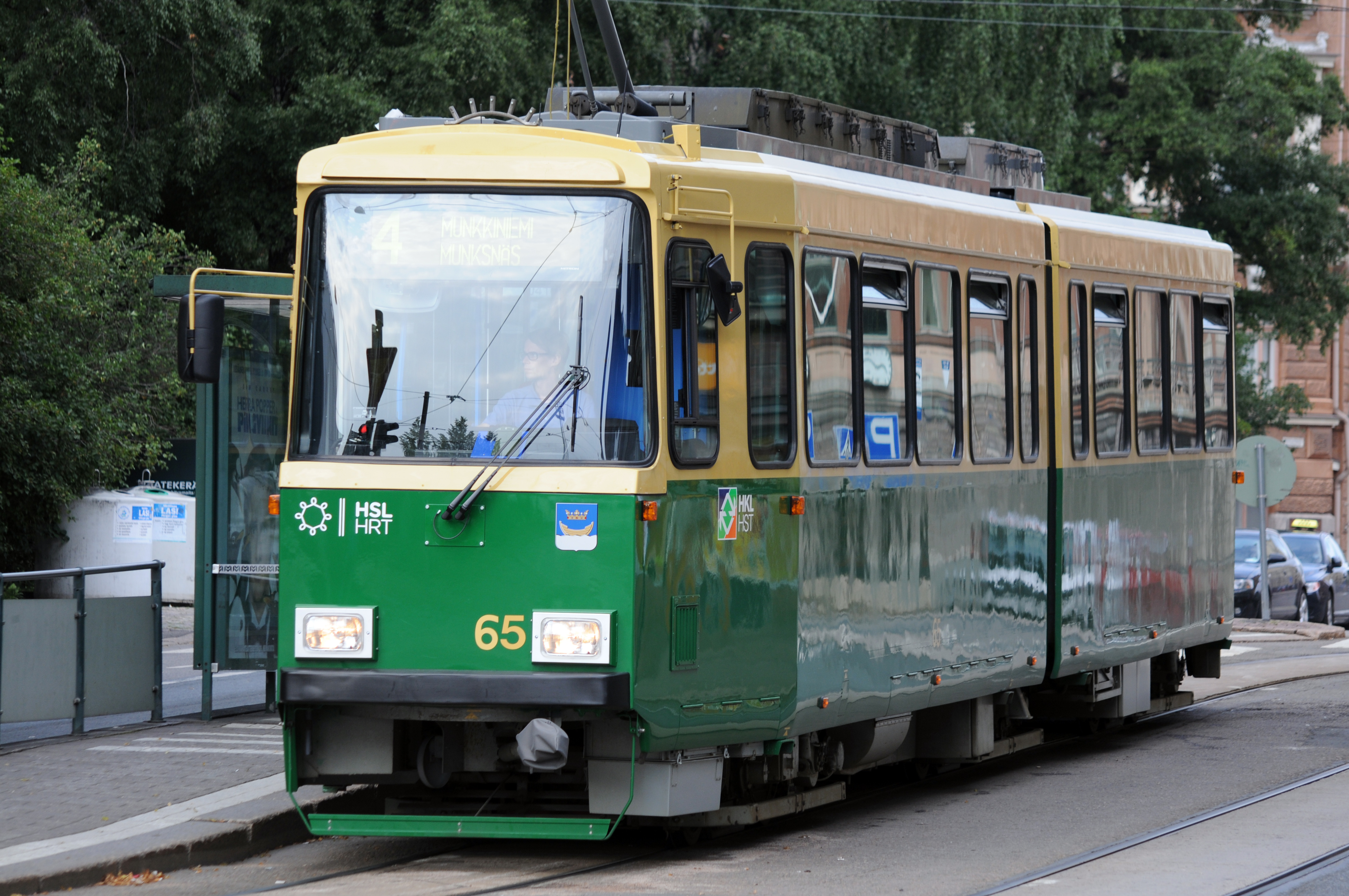
Valmet 1 serie 31-70 Katajanokka
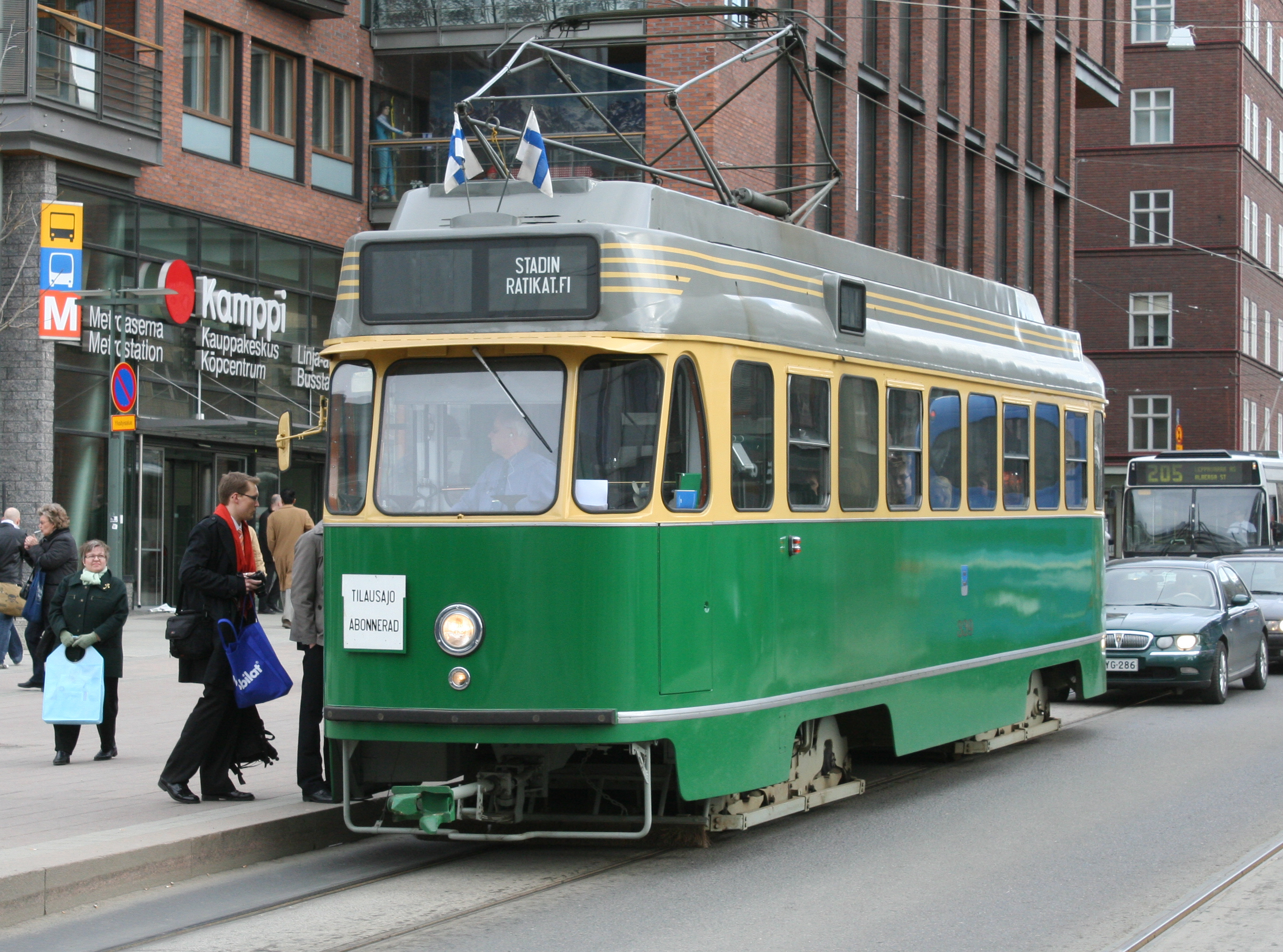
Gerestaureerde 4-assige motorwagen uit 1955 Fredrikinkatu
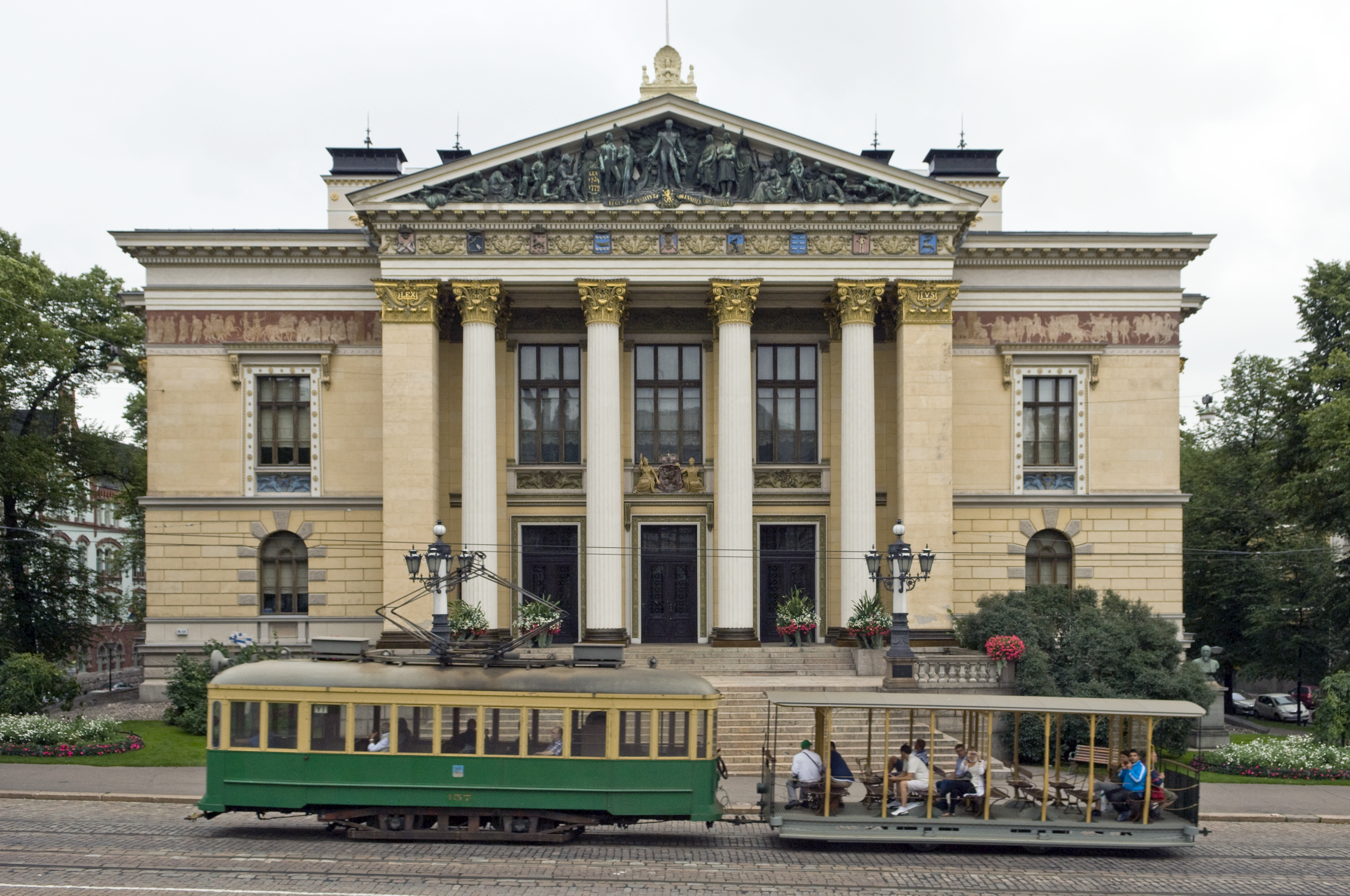
Museumtram voor het Statenhuis (Säätytalo)
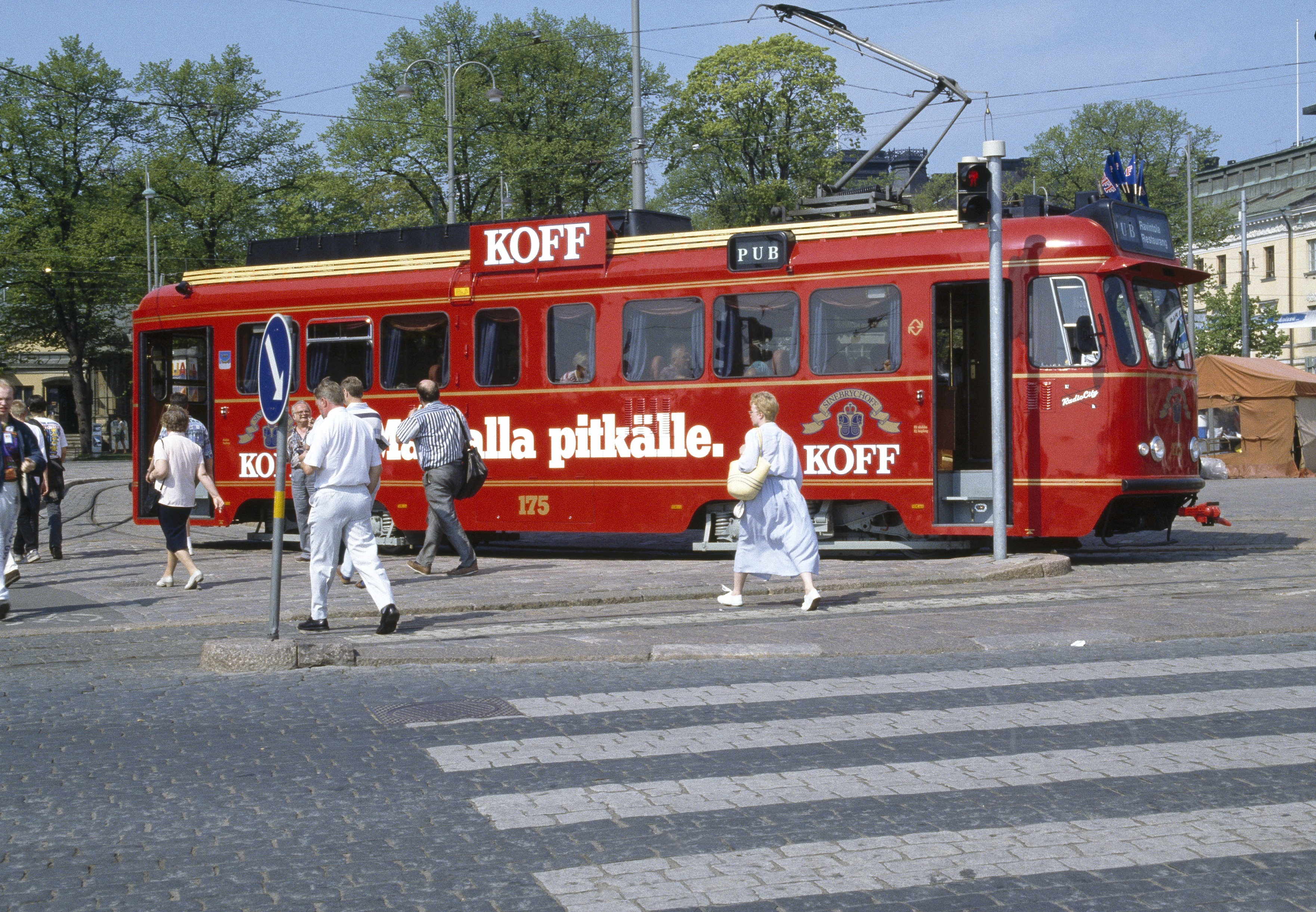
Spårakoff cafétram ("rijdende pub") Kauppatori
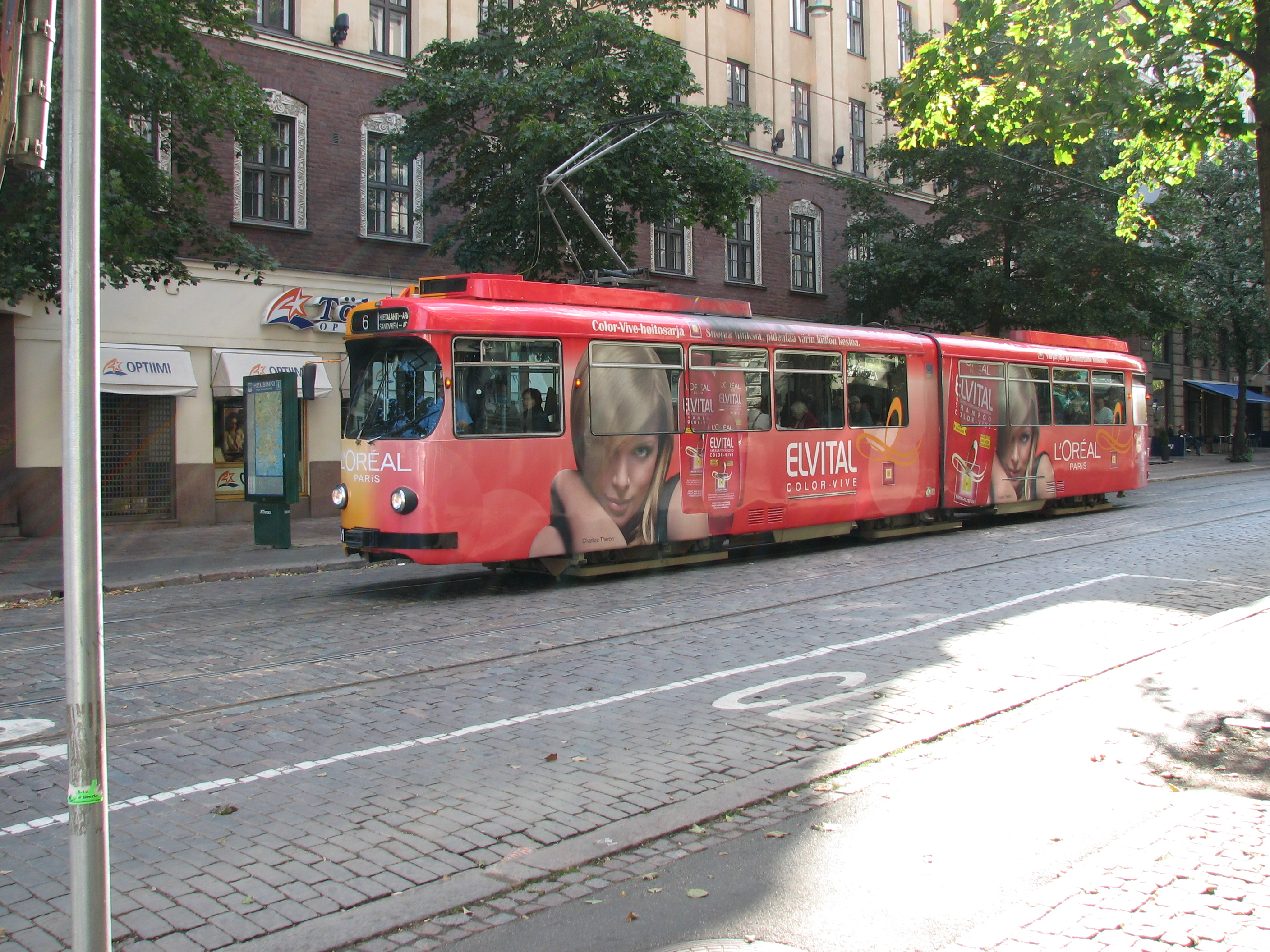
Enkelgelede Düwag-Eenheidswagen in Helsinki, overgenomen uit Mannheim
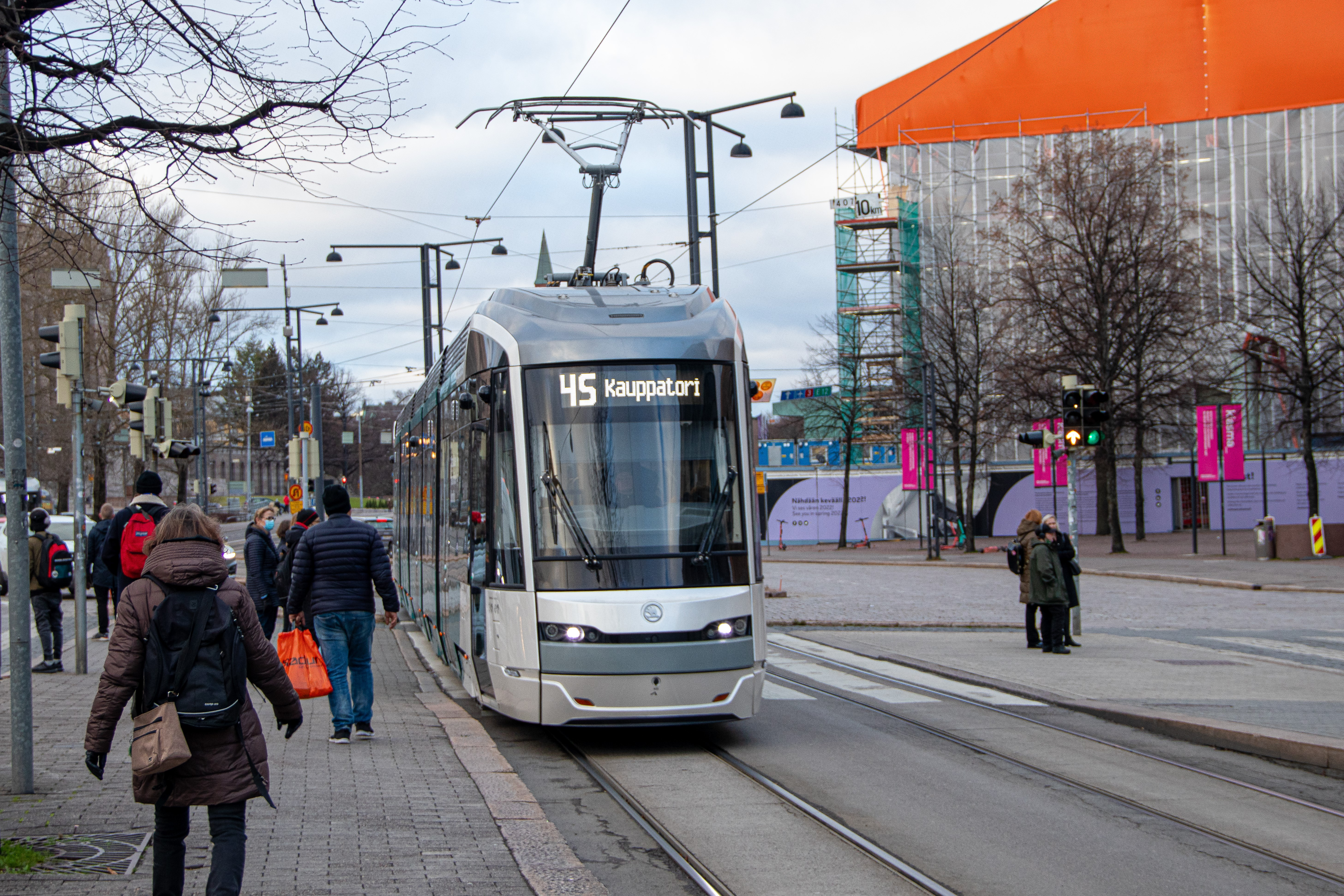
Prototype Škoda Artic X54 in 2021 Mannerheimintie
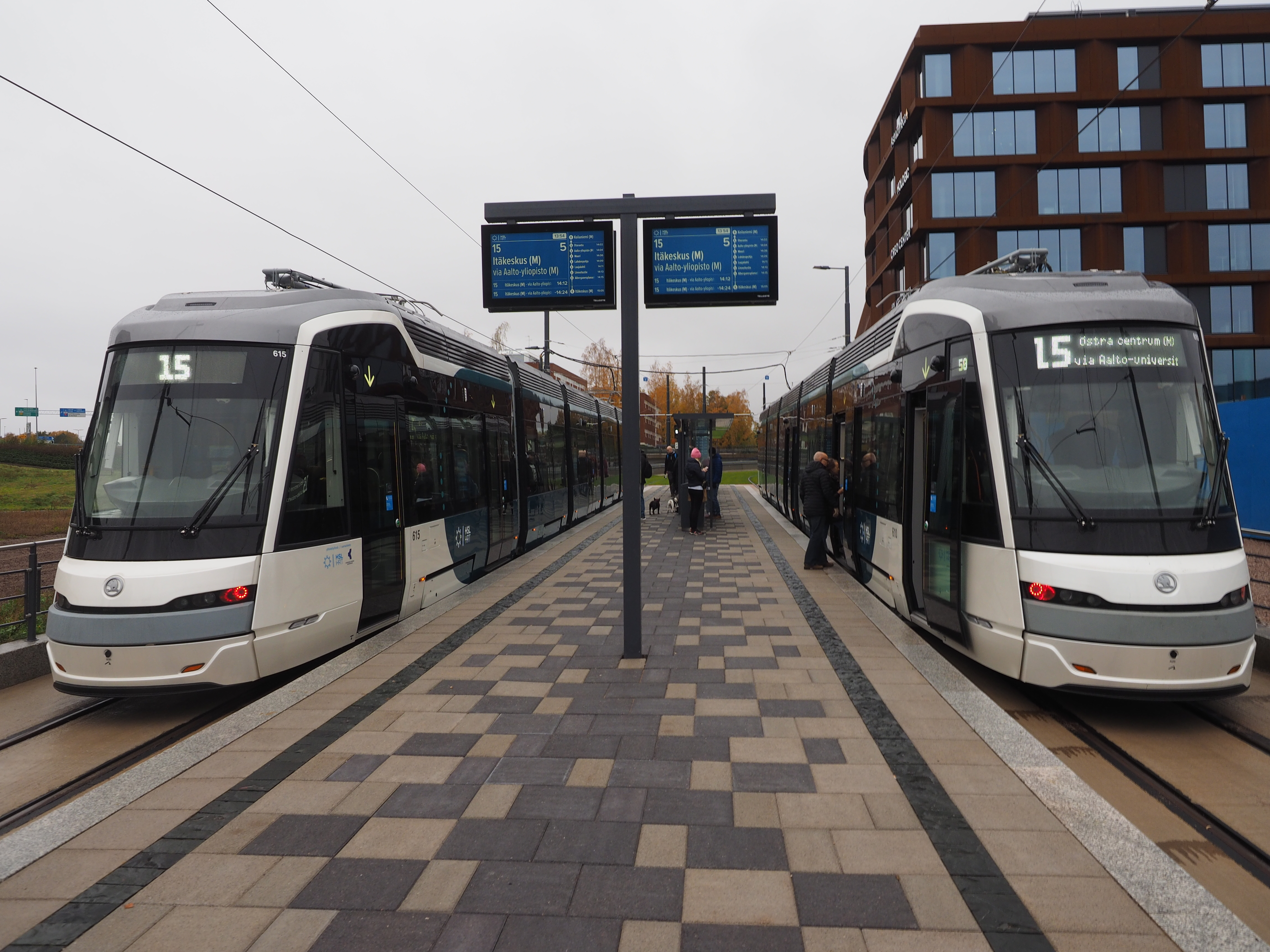
Jokeri-lightrail lijn 15 Keilaniemi

### Voormalig
Tussen 1954 en 1959 zijn in totaal 105 in uiterlijk vrijwel gelijke vierassers gebouwd. De eerste serie van 30 werd in 1954 gebouwd en genummerd 301-330. In 1955-1956 volgde een serie van 45, gebouwd door Valmet, genummerd 331-375. De wagens hadden 29 zitplaatsen, de lengte was 13,5 meter, de breedte 2,3 meter, het gewicht 20 ton en het  vermogen 300 V/50 KW. De laatste werden tussen 1983 en 1987 uit dienst genomen. Er zijn twee exemplaren bewaard als museumwagen. In 1959 volgden nog 30 vierassers, waarvan 15 gebouwd door Karia (genummerd 1-15) en de andere 15 door Valmet (16-30). Zij zijn nog verbouwd tot eenmanswagen en de laatste bleven tot 2003 in dienst. Karia bouwde in 1958 ook 30 bijwagens 501-530, die op 1 juni 1983 alle buiten dienst werden gesteld. De 30 en 521 zijn bewaard als museumwagens.

## Remises
De tram van Helsinki heeft remises in Töölö en Koskela en een onderhoudswerkplaats in Vallila. Lijn 15 heeft een eigen remise in Roihupelto.
In de nabije toekomst zullen de verouderde faciliteiten in Töölö en Vallila worden vervangen door een nieuw complex in Ruskeasuo dat plaats zal bieden aan 100 trams en 200 bussen. Ook zal de remise Koskela worden gemoderniseerd. Voor de nieuwe lijnen over de  Kruunuvuorinsilta ("Kroonbruggen") wordt in 2026 een remise geopend in Yliskylä.

## Museumtrams
De collectie museumtrams bevindt zich in het Trammuseum aan de Töölönkatu. Het gebouw is een voormalige tramremise en herbergt het Korjaamo cultuurcentrum, waarin ook het Stadsmuseum is gevestigd.